# NGC 2415
NGC 2415 је галаксија у сазвежђу Близанци која се налази на NGC листи објеката дубоког неба.
Деклинација објекта је + 35° 14' 31" а ректасцензија 7h 36m 56,5s. Привидна величина (магнитуда) објекта NGC 2415 износи 12,2 а фотографска магнитуда 12,8. NGC 2415 је још познат и под ознакама UGC 3930, MCG 6-17-21, CGCG 177-38, ARAK 136, IRAS 07336+3521, HARO 1, PGC 21399.